# Анатолиј Сердјуков
Анатолиј Едвардович Сердјуков (рус. Анатолий Эдуардович Сердюкóв; Холмскаја, 8. јануар 1962) руски је политичар и предузетник.
Сердјуков је био министар одбране од 15. фебруара 2007. до 6. новембра 2012. године. Током његовог рада као министра, покренуо је неколико великих реформи Руске војске. 
Од октобра 2015. године он ради као директор државне корпорације Ростек.